# Сембрут
Сембрут (Сембріте) (*д/н — 260) — цар Аксуму в 250—260 роках.

## Життєпис
Посів трон близько 250 року після смерті Азаби. Відомий лише з одного давньогрецького напису, знайденого в Декамаре (Декі-Мереї) в сучасній Еритреї. Напис Сембрута вибита на грубо обробленому будівельному блоці:
```
 «Цар з царів аксумітов великий Сембрітес прийшов присвятив в рік 24 Сембрітеса, великого царя». 
```

Титул «цар з царів (δασιλευς εχ δασιλεων) аксумітов» в такій формі в інших грецьких написах аксумітов не зустрічається. Інша особливість написи - відсутність імені бога, якому вона присвячується, проте форма посвячення однозначно відносить напис до дохристиянської епохи.
В. Хан ідентифікує Сембрута з Усаною. На думку Стюарта Мунро-Хея, 24 роки правління Сембрута припадають на середину III століття н. е. і заповнюють прогалину між останнім згадкою царя Азаби і наступними відомими Аксумський правителями. Древес висунув припущення про південноаравійське походження його походження, спробував ототожнитицарем Шамір Юхар'ішем.
Під час його правління межі Аксумського царства розширилися на північний схід до міста Мерое — столиці царства Куш. Йому спадкував Датаун.